# Тетевенско
 Тази статия е за историко-географската област.  За общината вижте Тетевен (община).  
Тетевенско е историко-географска област в Северна България, около град Тетевен.
Територията ѝ съвпада приблизително с някогашната Тетевенска околия – днешната община Тетевен и по-голямата част от община Ябланица (без селата Батулци и Дъбравата от Врачанско и Голяма Брестница и Орешене от Луковитско), както и селата Видраре, Джурово, Манаселска река и Равнище в община Правец, Брусен, Лопян, Малки Искър, Оселна и Ямна в община Етрополе, Кирчево, Лесидрен и Славщица в община Угърчин и Марково равнище в община Роман. Разположена е по горното поречие на река Вит в Стара планина и Предбалкана. Граничи с Врачанско, Луковитско и Ловешко на север, Троянско на изток, Карловско и Пирдопско на юг и Ботевградско на запад.